# Prosopocera violaceomarmorata
Prosopocera violaceomarmorata är en skalbaggsart som beskrevs av Stefan von Breuning 1956. Prosopocera violaceomarmorata ingår i släktet Prosopocera och familjen långhorningar.
Artens utbredningsområde är Zimbabwe. Inga underarter finns listade i Catalogue of Life.